# Old, New, Borrowed and Blue
Old, New, Borrowed and Blue è il quarto album in studio del gruppo rock inglese Slade, pubblicato nel 1974.

## Tracce
1. Just Want a Little Bit – 4:02
2. When the Lights are Out – 3:06
3. My Town – 3:07
4. Find Yourself a Rainbow – 2:12
5. Miles Out to Sea – 3:50
6. We're Really Gonna Raise the Roof – 3:10
7. Do We Still Do It – 3:02
8. How Can It Be – 3:02
9. Don't Blame Me – 2:33
10. My Friend Stan – 2:42
11. Everyday – 3:11
12. Good Time Gals – 3:34

## Formazione
- Noddy Holder - voce, chitarra
- Dave Hill - chitarra
- Jim Lea - basso, voce (2), piano
- Don Powell - batteria
- Tommy Burton - piano on "Find Yourself a Rainbow"